# Большая Чёрная (Новосибирская область)
Больша́я Чёрная — деревня в Болотнинском районе Новосибирской области России. Входит в состав Варламовского сельсовета.

## География
Площадь деревни — 284 гектара.

## История
Основана в 1869 году. В 1926 году деревня Чёрная состояла из 205 хозяйств, основное население — русские. В административном отношении являлся центром Чёрновского сельсовета Болотнинского района Томского округа Сибирского края.

## Население
| 2002 | 2007 | 2010 |
| ---- | ---- | ---- |
| 391  | ↘387 | ↘350 |

## Инфраструктура
В деревне по данным на 2007 год функционируют 1 учреждение здравоохранения, 1 образовательное учреждение.